# Жупанський Ярослав Іванович
Жупанський Ярослав Іванович (27 червня 1934, с.Перерив Коломийського району Івано-Франківської області — 22 березня 2009, м.Чернівці) — доктор географічних наук, почесний професор Чернівецького національного університету ім. Юрія Федьковича, почесний член Українського географічного товариства

## Біографія
1956 р. — закінчив географічний факультет Чернівецького державного університету. З цим ВНЗ пов'язана подальша його діяльність як вченого, педагога, керівника.

1964 р. — захистив кандидатську дисертацію.

1981 р. — захистив дисертацію на здобуття наукового ступеня доктора географічних наук.

1983 р. — професор.

1967—1973 рр. — декан географічного факультету.

1979—1982 рр. — декан заочного педагогічного факультету.

1982 р. — виконувач обов'язків проректора ЧДУ з наукової роботи.

1982—1987 рр. — декан географічного факультету.
Завідував кафедрою економічної географії (1982—1983) та кафедрою фізичної географії і картографії (1983—1990). Був ініціатором створення у 1990 кафедри географії і картографії України і керував нею до 2004.

## Наукова діяльність
Результати наукової діяльності викладені більше ніж у 300 наукових працях, серед яких близько 25 монографій, підручників, посібників, підготовлених особисто та у співавторстві. Основні праці присвячені питанням теорії тематичного картографування, картографічному моделюванню територіально-виробничих комплексів, історії та методології географічних досліджень і географічної науки в Україні, географії промисловості та трудових ресурсів, географічному краєзнавству, методиці викладання географії у вищій і середній школі.
Під його керівництвом виконано і захищено 14 кандидатських і докторських дисертацій. Він був головою та членом двох спеціалізованих рад по захисту докторських і кандидатських дисертацій, очолював секцію географії Відділення наук про Землю Академії наук Вищої школи України.
Багато уваги і зусиль він докладав і для розвитку науково-громадської діяльності, зокрема як член Українського географічного товариства, дійсний член наукового товариства ім. Т.Шевченка.
Жупанський Я. І. входив до складу редколегій кількох фахових періодичних видань, зокрема «Українського географічного журналу», а також атласів. Його неодноразово обирали членом журі державних учнівських олімпіад з географії.

### Праці
- «Виробничо-територіальні комплекси та їх картографування» (1975)
- «Твій супутник — карта» (1985)
- «Економіка і соціальна географія України» (1993, співавтор)
- «Географія Чернівецької області» (1993, співавтор)
- «Соціально-економічна картографія» (1996, співавтор)
- «Історія географії в Україні» (1997)
- «Географія рідного краю» (1999, співавтор).

## Відзнаки
- медаль ім. А. С. Макаренка (1988)
- «Відмінник освіти України» (1995, 2000)
- «Заслужений працівник освіти України» (2004)
- премія імені О.Поповича (1996).